# Provana
I Provana sono stati una delle più antiche e importanti famiglie feudali del Piemonte.

## Storia
Insieme con i Luserna, i Piossasco, i San Martino e i Valperga, sono tra le cinque famiglie feudali più antiche e potenti del Piemonte e della corte sabauda nell'area intorno alla città di Torino. Originari probabilmente di Carignano, sono attestati nei documenti a partire dal XIII secolo. Il fondatore della famiglia sarebbe un certo Uriasio, morto nel 1040.
Fin dal XIII secolo accettarono la supremazia emergente dei Savoia, e in questo modo riuscirono ad ottenere riconoscimenti e potere grazie alla loro ascesa. Dal XVII secolo si stabilirono a Torino erigendo il palazzo di famiglia in via Santa Teresa su terreni concessi dalla Duchessa Cristina di Francia. In alcuni casi riuscirono a conservare i loro patrimoni fino alla metà del XIX secolo, integrandosi con la vita sociale piemontese e dando anche qualche dimostrazione di imprenditorialità.

## Stemma
Lo stemma più antico era costituito da due tralci di vite ornati di foglie verdi e di uve nere.
Nel 1360 il conte di Savoia impose ai Provana Bezono di togliere dallo stemma i grappoli in reazione alla loro alleanza con il principe di Acaja.
Nel 1418 papa Martino V  (Colonna) concesse ai Provana di aggiungere al proprio stemma una colonna d'argento coronata in campo rosso.
Nel 1557 re Sigismondo II di Polonia concesse alla famiglia di inserire nello scudo un'aquila bianca armata d'oro.
I motti variarono dal latino Optimum omnium bene agere e In Domino confido al francese Nul ne s'y frotte.

## Rami principali
- Provana d'Oriente
- Provana della Gorra
- Provana di Leinì
- Provana di Casañe Po y Lavrian
- Provana di Alpignano e Frossasco
- Provana di Collegno
- Provana di Druento e di Rubbianetta
- Provana di Castelreinero e di Castel Brilland
- Provana del Sabbione
- Provana di Villar Almese
- Provana di Pancalieri
- Provana di Pianezza
- Provana di Valfenera
- Provana di Saluzzo
- Provana di Savoia
- Provana di Provenza
- Provana di Polonia

## Membri illustri
- Prospero Provana di Collegno (1520-1584), banchiere
- Andrea Provana di Leinì (1511-1592), ammiraglio
- Melchiorre Provana Reviglione, cavaliere dei Santi Maurizio e Lazzaro
- fra' Remigio Provana del Villar (1534-?), cavaliere gerosolimitano
- conte Giovanni Francesco Provana di Collegno (1551-1625), prefetto di Mondovì e gran cancelliere di Savoia
- conte Casimiro Provana del Sabbione (1777-1856), comandante
- Luigi Provana del Sabbione (1786-1856), storico, senatore del Regno di Sardegna
- Luigi Provana di Collegno (1786-1861), politico e ministro del Regno di Sardegna
- Giacinto Provana di Collegno (1794-1856), politico e ministro del Regno di Sardegna
- Pompeo Provana del Sabbione (1816-1884), senatore e ministro del Regno d'Italia

### Provana sindaci di Torino
Diversi esponenti della famiglia diventarono sindaci della loro città:
- 1689: conte Antonio Provana di Collegno
- 1730: conte Giuseppe Ignazio Provana di Collegno
- 1750: conte Giuseppe Giovanni Provana di Collegno
- 1775: conte Aleramo Provana del Sabbione
- 1797-99, 1817, 1819: conte Michele Provana del Sabbione
- 1822, 1830-31: conte Giuseppe Luigi Provana di Collegno